# Nekrolog 4. Quartal 1987
Nekrolog
◄◄
| ◄
| 1983
| 1984
| 1985
| 1986
| 1987 | 1988 | 1989 | 1990 | 1991 | ► | ►►
1. Quartal |
2. Quartal |
3. Quartal |
4. Quartal 1987
Weitere Ereignisse | Allgemeiner Nekrolog 1987
Die Beschreibung der verstorbenen Person sollte so kurz wie möglich gehalten sein und nur deren signifikante Tätigkeit(en) enthalten.
Neue Namen ggf. auch unter dem Geburts- und Sterbedatum, also etwa unter 1. Januar und im Geburts- und Sterbejahr (2024) eintragen (nur bei entsprechender großer Wichtigkeit). Für Beispiele siehe die schon vorhandenen Artikel.
Außerdem über die fünf zuletzt Verstorbenen, zu denen es einen ausreichend guten Artikel für eine Präsentation auf der Hauptseite gibt, nach der todesbedingten Überarbeitung der Artikel ggf. auch unter Wikipedia Diskussion:Hauptseite informieren und sie am besten auch in den anderen Wikipedia-Sprachversionen eintragen. Tipp: Regelmäßig bei news.google.de nach „ist tot“, „gestorben“ oder „verstorben“ suchen.
Wenn eine Person gestorben ist, gibt es viele Seiten zu dieser Person in der Wikipedia, die davon auch betroffen sind und entsprechend aktualisiert werden müssen. Beispiele: Namenübersichtsseite, Geburtsjahr, Geburtsort-Seiten und viele mehr.
Wie finde ich die betroffenen Seiten?
Im Suchfeld auf der linken Seite gibt man den Suchbegriff so ein: „Vorname Nachname“. Dann klickt man auf Volltext und alle Seiten mit entsprechendem Suchtext werden aufgerufen. Hier sieht man dann schnell, wo auch das Todesjahr Sinn macht oder sogar ein Teil des Artikels angepasst werden muss. Auch hilft das „Werkzeug“ auf der linken Seite sehr gut, um solche Seiten aufzufinden: „Links auf diese Seite“. Somit ist die Wikipedia wieder aktuell in allen Bereichen! Hinweis: bei Eintragung der Kategorie „Gestorben JAHR“ wird der Missbrauchsfilter 49 ausgelöst, was jedoch nicht schlimm ist. Siehe: Spezial:Missbrauchsfilter/49
Dies ist eine Liste von im vierten Quartal 1987 verstorbenen bekannten Persönlichkeiten. Die Einträge erfolgen innerhalb der einzelnen Daten alphabetisch sortiert. Tiere sind im Nekrolog für Tiere zu finden.

## Oktober
| Tag              | Name                                 | Beruf, bekannt als                                                                          | Alter | Beleg |
| ---------------- | ------------------------------------ | ------------------------------------------------------------------------------------------- | ----- | ----- |
| 1. Oktober       | Ralph Baum                           | deutschstämmiger französischer Filmproduzent, Filmregisseur und Drehbuchautor               | 78    |       |
| 1. Oktober       | Otto Zieske                          | deutscher Maler                                                                             | 85    |       |
| 2. Oktober       | Madeleine Carroll                    | US-amerikanische Schauspielerin                                                             | 81    |       |
| 2. Oktober       | Manfred Hansen                       | deutscher Jurist und Politiker (SPD), MdL                                                   | 59    |       |
| 2. Oktober       | Peter Brian Medawar                  | englischer Anatom                                                                           | 72    |       |
| 2. Oktober       | Adolf Merz                           | deutscher Politiker (SPD), MdL                                                              | 84    |       |
| 2. Oktober       | Johannes Rech                        | deutscher Politiker (SED), Jugend- und Sportfunktionär                                      | 51    |       |
| 2. Oktober       | Russell Rouse                        | US-amerikanischer Regisseur, Produzent und Drehbuchautor                                    | 73    |       |
| 2. Oktober       | Bruno Schultz                        | deutscher Wirtschaftswissenschaftler, Hochschullehrer                                       | 93    |       |
| 3. Oktober       | Jean Anouilh                         | französischer Schriftsteller und Filmregisseur                                              | 77    |       |
| 3. Oktober       | Pius Buddenborg                      | deutscher Benediktiner, Abt des Klosters Gerleve                                            | 84    |       |
| 3. Oktober       | Hans Gál                             | österreichisch-britischer Komponist                                                         | 97    |       |
| 3. Oktober       | Maria Ivogün                         | ungarische Koloratursopranistin                                                             | 95    |       |
| 3. Oktober       | Kalervo Palsa                        | finnischer Maler des Expressionismus                                                        | 40    |       |
| 3. Oktober       | Alexander Weinmann                   | österreichischer Musikwissenschaftler, Bibliograph und Komponist                            | 86    |       |
| 4. Oktober       | Mercer Cook                          | US-amerikanischer Romanist, Übersetzer und Diplomat                                         | 84    |       |
| 4. Oktober       | Raymond W. Karst                     | US-amerikanischer Politiker                                                                 | 84    |       |
| 4. Oktober       | Ulrich Luder                         | Schweizer Journalist, Chefredaktor und Verwaltungsratspräsident sowie Politiker (FDP)       | 68    |       |
| 4. Oktober       | Hans-Willi Ziegler                   | deutscher Psychologe und Rassentheoretiker                                                  | 88    |       |
| 5. Oktober       | Charlie Baillie                      | britischer Schwimmer                                                                        | 85    |       |
| 5. Oktober       | Richard Bars                         | deutscher Librettist und Textdichter                                                        | 97    |       |
| 5. Oktober       | Richard Kubus                        | deutscher Fußballspieler                                                                    | 73    |       |
| 5. Oktober       | Otto Laipold                         | deutscher Politiker (CDU), MdL                                                              | 67    |       |
| 5. Oktober       | Antonio Magaña Esquivel              | mexikanischer Literaturwissenschaftler, Schriftsteller und Regisseur                        | 77    |       |
| 5. Oktober       | Ina-Maria Mihályhegyi-Witthaut       | deutsche Künstlerin                                                                         | 41    |       |
| 5. Oktober       | Meindert Niemeijer                   | niederländischer Schachkomponist                                                            | 85    |       |
| 5. Oktober       | Matthias du Vinage                   | deutscher Bildjournalist                                                                    | 69    |       |
| 6. Oktober       | Robert Feger                         | deutscher Klassischer Philologe, Bibliothekar und Heimatforscher                            | 69    |       |
| 6. Oktober       | Grete Heckscher                      | dänische Fechterin                                                                          | 85    |       |
| 6. Oktober       | Eugen Steimle                        | deutscher SS-Offizier, Einsatzgruppenführer, Gymnasiallehrer                                | 77    |       |
| 6. Oktober       | Alexander von Wrangell               | deutscher Politiker (NSDAP), MdR                                                            | 90    |       |
| 7. Oktober       | Behice Boran                         | türkische Soziologin und Politikerin                                                        | 77    |       |
| 7. Oktober       | Juan Regis Brozzi                    | argentinischer Fußballschiedsrichter                                                        | 67    |       |
| 7. Oktober       | Charles J. Carney                    | US-amerikanischer Politiker (Demokratische Partei)                                          | 74    |       |
| 7. Oktober       | John Fletcher                        | britischer Tubist                                                                           | 46    |       |
| 7. Oktober       | Gino Fondi                           | italienischer Radrennfahrer                                                                 | 67    |       |
| 7. Oktober       | Georg Goebel                         | deutscher Chorleiter und Komponist                                                          | 78    |       |
| 7. Oktober       | Edith Kann                           | österreichische Lehrerin und Botanikerin (Algologin)                                        | 80    |       |
| 7. Oktober       | Sigfried Möckel                      | deutscher Politiker (LDPD)                                                                  | 64    |       |
| 7. Oktober       | Thomas Gaskell Tutin                 | britischer Botaniker                                                                        | 81    |       |
| 7. Oktober       | Bobby Walston                        | US-amerikanischer American-Football-Spieler                                                 | 58    |       |
| 8. Oktober       | Spencer Gordon Bennet                | US-amerikanischer Regisseur                                                                 | 94    |       |
| 8. Oktober       | Viktor Heller                        | österreichischer Jurist und Höchstrichter                                                   | 62    |       |
| 8. Oktober       | Konstantinos Tsatsos                 | griechischer Politiker und Jurist                                                           | 88    |       |
| 9. Oktober       | Clare Boothe Luce                    | US-amerikanische Schriftstellerin, Verlegerin, Politikerin und Diplomatin                   | 84    |       |
| 9. Oktober       | William Parry Murphy                 | US-amerikanischer Arzt, Nobelpreisträger                                                    | 95    |       |
| 10. Oktober      | Jaroslav Bouček                      | tschechoslowakischer Fußballspieler                                                         | 74    |       |
| 10. Oktober      | Gretl Braun                          | deutsche Schwester von Eva Braun, Schwägerin von Adolf Hitler                               | 72    |       |
| 10. Oktober      | Richard Imbt                         | deutscher Politiker (NSDAP)                                                                 | 87    |       |
| 10. /11. Oktober | Uwe Barschel                         | deutscher Politiker (CDU), Ministerpräsident von Schleswig-Holstein                         | 43    |       |
| 11. Oktober      | Oskar Martin-Amorbach                | deutscher Maler                                                                             | 90    |       |
| 11. Oktober      | Niall Macpherson, 1. Baron Drumalbyn | britischer Politiker, Unterhausabgeordneter und Peer                                        | 79    |       |
| 11. Oktober      | Erich Peter                          | deutscher Militär, Generaloberst in der NVA und Chef der Grenztruppen der DDR               | 68    |       |
| 11. Oktober      | Fritz Rößler                         | deutscher Politiker (NSDAP, DRP, SRP), MdB                                                  | 75    |       |
| 11. Oktober      | Eleonora Rozanek                     | deutsche Malerin                                                                            | 91    |       |
| 11. Oktober      | Fritz Seel                           | deutscher Chemiker                                                                          | 72    |       |
| 11. Oktober      | Hugo Triadan                         | Schweizer Zahnarzt und Hochschullehrer                                                      | 57    |       |
| 12. Oktober      | Gustavo Baz Prada                    | mexikanischer Mediziner, Politiker und Rektor der UNAM                                      | 93    |       |
| 12. Oktober      | Malcolm Robert Irwin                 | US-amerikanischer Agrarwissenschaftler und Immungenetiker                                   | 90    |       |
| 12. Oktober      | Fahri Korutürk                       | türkischer Politiker und Admiral                                                            | 84    |       |
| 12. Oktober      | Alf Landon                           | US-amerikanischer Geschäftsmann und Politiker                                               | 100   |       |
| 12. Oktober      | Russ Letlow                          | US-amerikanischer American-Football-Spieler                                                 | 74    |       |
| 12. Oktober      | Heinz Lowin                          | deutscher Fußballspieler                                                                    | 48    |       |
| 12. Oktober      | Hans Malwitz                         | deutscher Architekt und Baubeamter                                                          | 96    |       |
| 12. Oktober      | Philleo Nash                         | US-amerikanischer Politiker und Anthropologe                                                | 77    |       |
| 12. Oktober      | Martin Ness                          | deutscher Tischtennisspieler                                                                | 45    |       |
| 12. Oktober      | Armin Raufeisen                      | deutscher Spion des DDR-Auslandsgeheimdienstes                                              | 58    |       |
| 12. Oktober      | Richard Rosenberg                    | deutscher Komponist, Musiktheoretiker, Dirigent, Pianist und Jurist                         | 93    |       |
| 12. Oktober      | Heinz Vollmar                        | saarländisch-deutscher Fußballspieler                                                       | 51    |       |
| 13. Oktober      | Gisela Andersch                      | deutsche Malerin, Graphikerin und Kollagekünstlerin                                         | 73    |       |
| 13. Oktober      | Walter Houser Brattain               | US-amerikanischer Physiker und Nobelpreisträger                                             | 85    |       |
| 13. Oktober      | John Porter Houston                  | US-amerikanischer Romanist                                                                  | 54    |       |
| 13. Oktober      | Tamba Jammeh                         | gambischer Seyfo und Politiker                                                              |       |       |
| 13. Oktober      | Wilhelm Klüver                       | deutscher Philologe; Landeshistoriker Schleswig-Holsteins                                   | 87    |       |
| 13. Oktober      | Kishore Kumar                        | indischer Playbacksänger und Schauspieler                                                   | 58    |       |
| 13. Oktober      | Walter Oakeshott                     | britischer Bildungsadministrator und Kunsthistoriker                                        | 83    |       |
| 13. Oktober      | Berta Schmidt-Eller                  | deutsche Autorin                                                                            | 88    |       |
| 14. Oktober      | Elżbieta Barszczewska                | polnische Schauspielerin                                                                    | 73    |       |
| 14. Oktober      | Rodolfo Halffter Escriche            | spanisch-mexikanischer Komponist                                                            | 87    |       |
| 14. Oktober      | Emmy Loose                           | österreichische Opernsängerin                                                               | 73    |       |
| 14. Oktober      | Elizabeth C. Miller                  | US-amerikanische Biochemikerin                                                              | 67    |       |
| 14. Oktober      | Basil Wright                         | britischer Dokumentarfilmer und Produzent                                                   | 80    |       |
| 15. Oktober      | Hertha Beese                         | deutsche Politikerin (SPD)                                                                  | 85    |       |
| 15. Oktober      | Thomas Andrew Donnellan              | US-amerikanischer Geistlicher, Erzbischof von Atlanta                                       | 73    |       |
| 15. Oktober      | August Erne                          | Schweizer Radrennfahrer                                                                     | 82    |       |
| 15. Oktober      | Friedrich Jürgenson                  | estnischer Maler, Opernsänger und Dokumentarfilmer dänisch-schwedischer Abstammung          | 84    |       |
| 15. Oktober      | Franz Kielwein                       | österreichischer Politiker (SPÖ), Vorarlberger Landtagsabgeordneter                         | 84    |       |
| 15. Oktober      | Juda H. Quastel                      | britisch-kanadischer Biochemiker und Neurowissenschaftler                                   | 88    |       |
| 15. Oktober      | Gabriele Salviati                    | italienischer Leichtathlet                                                                  | 77    |       |
| 15. Oktober      | Thomas Sankara                       | linksgerichteter Politiker in Burkina Faso                                                  | 37    |       |
| 15. Oktober      | Hugo Scholz                          | deutscher Schriftsteller und Landwirt                                                       | 91    |       |
| 15. Oktober      | Donald Wandrei                       | US-amerikanischer Horrorautor                                                               | 79    |       |
| 16. Oktober      | Eduardo M. Brochero                  | spanischer Filmproduzent, Drehbuchautor und Regisseur                                       | 67    |       |
| 16. Oktober      | Mary Gerold                          | zweite Ehefrau und Nachlassverwalterin Kurt Tucholskys                                      | 88    |       |
| 16. Oktober      | Joseph Höffner                       | deutscher Kardinal und Erzbischof von Köln                                                  | 80    |       |
| 16. Oktober      | Hanning Schröder                     | deutscher Komponist                                                                         | 91    |       |
| 17. Oktober      | Hans Steinmetz                       | deutscher Politiker (CDU), MdL                                                              | 79    |       |
| 18. Oktober      | Pete Carpenter                       | US-amerikanischer Komponist                                                                 | 73    |       |
| 18. Oktober      | Kurt Laube                           | deutscher Spanienkämpfer (KPD), Widerstandskämpfer und VVN-Funktionär                       | 82    |       |
| 18. Oktober      | Philip Levine                        | US-amerikanischer Immunologe und Hämatologe                                                 | 87    |       |
| 18. Oktober      | Michael Lipper                       | irischer Politiker                                                                          | 56    |       |
| 18. Oktober      | Roderich Menzel                      | tschechischer und deutscher Tennisspieler                                                   | 80    |       |
| 18. Oktober      | Joseph Schauers                      | US-amerikanischer Ruderer                                                                   | 78    |       |
| 19. Oktober      | Enno Heyken                          | deutscher lutherischer Geistlicher und Regionalhistoriker                                   | 81    |       |
| 19. Oktober      | Hermann Lang                         | deutscher Automobilrennfahrer                                                               | 78    |       |
| 19. Oktober      | Hans Moldenhauer                     | deutsch-amerikanischer Musikwissenschaftler, Pianist, Musikpädagoge und Autographensammler  | 80    |       |
| 19. Oktober      | Igor Newerly                         | polnischer Schriftsteller und Pädagoge                                                      | 84    |       |
| 19. Oktober      | Manfred von Plotho                   | deutscher Offizier                                                                          | 79    |       |
| 19. Oktober      | Jacqueline du Pré                    | britische Cellistin                                                                         | 42    |       |
| 19. Oktober      | Alexander Iwanowitsch Sery           | sowjetischer Filmregisseur                                                                  | 59    |       |
| 19. Oktober      | Ernie Toseland                       | englischer Fußballspieler                                                                   | 82    |       |
| 20. Oktober      | Jerzy Chromik                        | polnischer Leichtathlet und Weltrekordler                                                   | 56    |       |
| 20. Oktober      | Andrei Nikolajewitsch Kolmogorow     | russischer Mathematiker                                                                     | 84    |       |
| 20. Oktober      | Viktor Paulsen                       | österreichischer Slawist, der während des Zweiten Weltkriegs am NS-Kulturraub beteiligt war | 74    |       |
| 20. Oktober      | Karen Schacht                        | deutsche Malerin                                                                            | 87    |       |
| 20. Oktober      | Lars-Erik Sjöberg                    | schwedischer Eishockeyspieler und -scout                                                    | 43    |       |
| 20. Oktober      | Werner Thamm                         | deutscher Fußballspieler                                                                    | 61    |       |
| 21. Oktober      | Willy Fuegen                         | deutscher Maler, Grafiker und Zeichner                                                      |       |       |
| 21. Oktober      | Pál Gábor                            | ungarischer Filmregisseur                                                                   | 54    |       |
| 21. Oktober      | Gustav Schopf                        | deutscher Maler                                                                             | 88    |       |
| 21. Oktober      | Bob Simmons                          | englischer Stuntman, Stuntkoordinator und Schauspieler                                      | 64    |       |
| 21. Oktober      | He Yinqin                            | chinesischer General und Politiker                                                          | 97    |       |
| 22. Oktober      | Reni Erkens                          | deutsche Schwimmerin                                                                        | 78    |       |
| 22. Oktober      | Anton Habsburg-Lothringen            | österreichischer Erzherzog, Prinz von Ungarn und Prinz von Toskana                          | 86    |       |
| 22. Oktober      | Karl Halbig                          | deutscher Friseur, Präsident der Handwerkskammer für Mittelfranken und Senator (Bayern)     | 73    |       |
| 22. Oktober      | Lino Ventura                         | französischer Schauspieler                                                                  | 68    |       |
| 22. Oktober      | Georg Gerhard Wendt                  | deutscher Humangenetiker                                                                    | 66    |       |
| 23. Oktober      | Jimmy Mullen                         | englischer Fußballspieler                                                                   | 64    |       |
| 23. Oktober      | Harold Reitterer                     | österreichischer Maler                                                                      | 85    |       |
| 23. Oktober      | Diether Ritzert                      | deutscher Maler und Graphiker                                                               | 60    |       |
| 23. Oktober      | Gene Rodgers                         | US-amerikanischer Jazzmusiker                                                               | 77    |       |
| 23. Oktober      | Karlfranz Schmidt-Wittmack           | deutscher Politiker (CDU), MdB                                                              | 73    |       |
| 23. Oktober      | Alejandro Scopelli                   | argentinisch-italienischer Fußballspieler und Fußballtrainer                                | 79    |       |
| 23. Oktober      | John Wittig                          | dänischer Schauspieler                                                                      | 66    |       |
| 23. Oktober      | Fritz Wulfert                        | sozialdemokratischer Widerstandskämpfer in Hannover                                         | 75    |       |
| 24. Oktober      | Bruno Aulich                         | deutscher Musikwissenschaftler, Musikschriftsteller, Komponist und Dirigent                 | 85    |       |
| 24. Oktober      | Georg Drozdowski                     | österreichischer Schriftsteller und Journalist                                              | 88    |       |
| 24. Oktober      | Jupp Ernst                           | deutscher Grafiker, Industriedesigner und Pädagoge                                          | 81    |       |
| 24. Oktober      | Leo Hepp                             | deutscher Militär, Generalleutnant der Bundeswehr                                           | 80    |       |
| 25. Oktober      | Billy Blyton, Baron Blyton           | britischer Politiker (Labour), Mitglied des House of Commons                                | 88    |       |
| 25. Oktober      | Marta Feuchtwanger                   | deutsch-amerikanische Kustodin                                                              | 96    |       |
| 25. Oktober      | Louis Guttman                        | US-amerikanisch-israelischer Sozialwissenschaftler                                          | 71    |       |
| 25. Oktober      | Werner Hollmann                      | deutscher Mediziner                                                                         | 86    |       |
| 25. Oktober      | Carl Husemann                        | deutscher Kulturtechniker                                                                   | 89    |       |
| 25. Oktober      | Willis Jackson                       | US-amerikanischer Jazzmusiker (Tenorsaxofonist)                                             | 55    |       |
| 25. Oktober      | Pascal Jules                         | französischer Radrennfahrer                                                                 | 26    |       |
| 25. Oktober      | Gerald Pearson                       | US-amerikanischer Physiker                                                                  | 82    |       |
| 25. Oktober      | John Ashworth Ratcliffe              | britischer Physiker und Radioastronom                                                       | 84    |       |
| 25. Oktober      | Federico von Rieger                  | deutscher Maler                                                                             | 84    |       |
| 26. Oktober      | Sophie Barrelet                      | deutsche Lehrerbildnerin und NS-Parteigängerin                                              | 94    |       |
| 26. Oktober      | Aldo Boffi                           | italienischer Fußballspieler                                                                | 72    |       |
| 26. Oktober      | Hugh Aloysius Donohoe                | römisch-katholischer Bischof                                                                | 82    |       |
| 26. Oktober      | Karl Eckmann                         | deutscher Kommunalpolitiker, Oberbürgermeister von Siegen                                   | 77    |       |
| 26. Oktober      | Victor Ganz                          | US-amerikanischer Kunstmäzen und -sammler                                                   | 74    |       |
| 26. Oktober      | Francisco Juillet                    | chilenischer Radrennfahrer                                                                  | 89    |       |
| 26. Oktober      | Albrecht Peters                      | deutscher lutherischer Theologe                                                             | 63    |       |
| 26. Oktober      | Herbert Ernesto Anaya Sanabria       | salvadorianischer Menschenrechtsaktivist                                                    |       |       |
| 26. Oktober      | Hans Schranz                         | Schweizer Schriftsteller                                                                    | 71    |       |
| 27. Oktober      | Iacopo Barsotti                      | italienischer Mathematiker                                                                  | 66    |       |
| 27. Oktober      | Heinz Fischer-Karwin                 | österreichischer Journalist und Moderator                                                   | 72    |       |
| 27. Oktober      | Jean Hélion                          | französischer Maler                                                                         | 83    |       |
| 28. Oktober      | André Blank                          | belgischer Maler                                                                            | 73    |       |
| 28. Oktober      | Theo Burauen                         | deutscher Politiker (SPD), MdL, Oberbürgermeister der Stadt Köln                            | 81    |       |
| 28. Oktober      | Hans Gerstmayr                       | österreichischer Stahlschneider, Graveur                                                    | 105   |       |
| 28. Oktober      | André Masson                         | französischer Maler, Grafiker und Bildhauer                                                 | 91    |       |
| 28. Oktober      | Jasper More                          | britischer Politiker (Conservative Party)                                                   | 80    |       |
| 28. Oktober      | Giselher von Nieding                 | deutscher Mediziner und Institutsleiter                                                     | 49    |       |
| 28. Oktober      | Marija Sergejenko                    | russische bzw. sowjetische Latinistin und Hochschullehrerin                                 | 95    |       |
| 29. Oktober      | Jakob Bräckle                        | deutscher Maler                                                                             | 89    |       |
| 29. Oktober      | Albert P. Crary                      | US-amerikanischer Geophysiker, Glaziologe und Polarforscher                                 | 76    |       |
| 29. Oktober      | Helmut Erlinghagen                   | deutscher Augenzeuge in Hiroshima, Hochschullehrer und Autor                                | 72    |       |
| 29. Oktober      | Woody Herman                         | US-amerikanischer Jazz-Klarinettist und Bandleader                                          | 74    |       |
| 29. Oktober      | Toni Steingass                       | deutscher Komponist des Kölner Karnevals und Verleger                                       | 66    |       |
| 30. Oktober      | Nikolas Benckiser                    | deutscher Journalist, Publizist und Herausgeber                                             | 84    |       |
| 30. Oktober      | Thomas Goddard Bergin                | US-amerikanischer Romanist, Italianist und Provenzalist                                     | 82    |       |
| 30. Oktober      | Joseph Campbell                      | US-amerikanischer Mythenforscher, Professor und Autor                                       | 83    |       |
| 30. Oktober      | Erich Frost                          | deutscher Berufsmusiker, Zeuge Jehovas                                                      | 86    |       |
| 30. Oktober      | Grady Wilson                         | US-amerikanischer evangelikaler Pastor, Erweckungsprediger                                  | 68    |       |
| 31. Oktober      | Fernando Bayardo Bengoa              | uruguayischer Politiker und Hochschullehrer                                                 |       |       |
| 31. Oktober      | Natalie Beer                         | österreichische Schriftstellerin                                                            | 84    |       |
| 31. Oktober      | Raj Chandra Bose                     | indischer Mathematiker                                                                      | 86    |       |
| 31. Oktober      | Else Cross                           | österreichisch-englische Pianistin und Klavierpädagogin                                     | 84    |       |
| 31. Oktober      | Theo Grandy                          | deutscher Journalist                                                                        | 68    |       |
| 31. Oktober      | Grete Kusber                         | deutsche Widerstandskämpferin                                                               | 80    |       |
| 31. Oktober      | Karl Georg Schmidt                   | deutscher Maler und Grafiker                                                                | 73    |       |
| 31. Oktober      | Erich Woehlkens                      | deutscher Gymnasiallehrer und Leiter des Stadtarchivs in Uelzen                             | 78    |       |
| Oktober          | Stane Bervar                         | jugoslawischer Skilangläufer                                                                | 81    |       |
| Oktober          | Lucien Bidaud                        | französischer Afrika-Missionar                                                              | 57    |       |
| Oktober          | Wally Freeman                        | britischer Leichtathlet                                                                     | 94    |       |
| Oktober          | Eigil Wangøe                         | dänischer Standfotograf                                                                     | 85    |       |
| Oktober          | Benno Wundshammer                    | deutscher Journalist und Fotograf                                                           | 83    |       |

## November
| Tag          | Name                                 | Beruf, bekannt als                                                                                    | Alter | Beleg |
| ------------ | ------------------------------------ | --- | ----- | ----- |
| 1. November  | Homer M. Byington jr.                | US-amerikanischer Diplomat                                                                            | 79    |       |
| 1. November  | Cameron Cobbold, 1. Baron Cobbold    | britischer Bankier und Politiker                                                                      | 83    |       |
| 1. November  | Heinrich Maria Denneborg             | deutscher Dichter                                                                                     | 78    |       |
| 1. November  | Leo Goldberg                         | US-amerikanischer Astronom                                                                            | 74    |       |
| 1. November  | Hilde Hamann                         | deutsche Malerin und Keramikerin                                                                      | 89    |       |
| 1. November  | Lillemor Hoel                        | norwegische Schauspielerin                                                                            | 56    |       |
| 1. November  | René Lévesque                        | kanadischer Politiker                                                                                 | 65    |       |
| 1. November  | Pierre Matignon                      | französischer Radrennfahrer                                                                           | 44    |       |
| 1. November  | Tom Parker                           | englischer Fußballspieler                                                                             | 89    |       |
| 1. November  | Heinrich Wittkamp                    | deutscher Politiker (CDU)                                                                             | 84    |       |
| 2. November  | Wolfgang von Karajan                 | österreichischer Organist und Ensembleleiter                                                          | 81    |       |
| 2. November  | Boris Vlasov                         | russischer Reeder                                                                                     | 74    |       |
| 3. November  | Alfred Barthelmeß                    | deutscher Biologe und Hochschullehrer                                                                 | 77    |       |
| 3. November  | Ludwig Kraus                         | deutscher Motorradrennfahrer                                                                          | 80    |       |
| 3. November  | Albert McCarthy                      | englischer Jazz-Historiker                                                                            | 67    |       |
| 3. November  | André Roussin                        | französischer Theaterschauspieler und Komödiendichter                                                 | 76    |       |
| 3. November  | Mara Uckunowa-Auböck                 | bulgarisch-österreichische Bildhauerin und Textilgestalterin                                          | 92    |       |
| 3. November  | Karl Ziak                            | österreichischer Schriftsteller und Lektor                                                            | 85    |       |
| 4. November  | Victorino Alvarez Tena               | mexikanischer Geistlicher, römisch-katholischer Bischof von Celaya                                    | 67    |       |
| 4. November  | Ekkehard Fritsch                     | deutscher Schauspieler                                                                                | 66    |       |
| 4. November  | Danielle Gaubert                     | französische Schauspielerin                                                                           | 44    |       |
| 4. November  | Raphael Soyer                        | US-amerikanischer Maler, Zeichner und Lithograph                                                      | 87    |       |
| 4. November  | Paulin Soumanou Vieyra               | beninischer Pionier des afrikanischen Kinos                                                           | 62    |       |
| 5. November  | Jan Nicolaas Bakhuizen van den Brink | niederländischer Theologe und Kirchenhistoriker                                                       | 91    |       |
| 5. November  | Walter Baselau                       | deutscher Politiker (SPD, CDU), MdL                                                                   | 72    |       |
| 5. November  | Carlos Ulrrico Cesco                 | argentinischer Astronom                                                                               | 76    |       |
| 5. November  | Georges Franju                       | französischer Filmregisseur                                                                           | 75    |       |
| 5. November  | Elimelech Rimalt                     | israelischer Politiker                                                                                | 80    |       |
| 5. November  | Arthur Schmidt                       | deutscher Generalleutnant im Zweiten Weltkrieg                                                        | 92    |       |
| 05. November | Willy Tschopp                        | Schweizer Leichtathlet                                                                                | 82    |       |
| 6. November  | Sohar Argov                          | israelischer Sänger der Misrachi-Musik                                                                | 32    |       |
| 6. November  | Ross Barnett                         | US-amerikanischer Politiker                                                                           | 89    |       |
| 6. November  | Kurt Bätz                            | deutscher Religionspädagoge                                                                           |       |       |
| 6. November  | Paul Broccardo                       | französischer Radrennfahrer                                                                           | 85    |       |
| 6. November  | Alfred Bussey                        | Schweizer Politiker                                                                                   | 71    |       |
| 6. November  | Sydney Morris Cockerell              | britischer Buchbinder, Buchrestaurator und Papierdesigner                                             | 81    |       |
| 6. November  | Michael S. Comay                     | israelischer Diplomat                                                                                 |       |       |
| 6. November  | Alvin Dewey                          | US-amerikanischer Mitarbeiter des KBI                                                                 | 75    |       |
| 6. November  | Egon Pralle                          | deutscher Politiker (BHE), MdL                                                                        | 87    |       |
| 6. November  | Jean Rivier                          | französischer Komponist                                                                               | 91    |       |
| 6. November  | Magdalene Schoch                     | deutsche Juristin, erste habilitierte Rechtswissenschaftlerin in Deutschland                          | 90    |       |
| 7. November  | Arne Borg                            | schwedischer Schwimmer                                                                                | 86    |       |
| 7. November  | Willi Geldmacher                     | deutscher Politiker (SPD), MdL, Oberbürgermeister von Bochum                                          | 80    |       |
| 7. November  | Abraham Horodisch                    | niederländischer Antiquar, bibliophiler Sammler und Autor                                             | 89    |       |
| 7. November  | Arthur Willis                        | englischer Fußballspieler                                                                             | 67    |       |
| 8. November  | Horst Bender                         | deutscher Jurist und SS-Führer                                                                        | 82    |       |
| 8. November  | Otto Fuchs                           | deutscher Luftfahrtpionier und langjähriger Manager der deutschen Luftfahrt                           | 90    |       |
| 8. November  | Boris Goldstein                      | jüdisch-russischer Geiger und Musikpädagoge                                                           | 64    |       |
| 8. November  | Ingeborg Heidemann                   | deutsche Philosophin                                                                                  | 72    |       |
| 8. November  | Cecil Matthews                       | neuseeländischer Langstreckenläufer                                                                   | 73    |       |
| 8. November  | Alija Nametak                        | bosnischer Schriftsteller                                                                             | 81    |       |
| 8. November  | Erwin Sutz                           | Schweizer evangelischer Geistlicher                                                                   | 81    |       |
| 8. November  | Paul Vignancour                      | französischer römisch-katholischer Geistlicher und Erzbischof von Bourges                             | 79    |       |
| 8. November  | Kurt Winter                          | deutscher Sozialmediziner, Publizist und Gesundheitspolitiker                                         | 77    |       |
| 9. November  | Norman Coslett                       | britischer Offizier der Luftstreitkräfte des Vereinigten Königreichs                                  | 78    |       |
| 9. November  | Eberhard Schomburg                   | deutscher Pädagoge, Heilpädagoge, Hochschullehrer und Sachbuchautor                                   | 83    |       |
| 10. November | Seyni Kountché                       | nigrischer Politiker, Staatspräsident von Niger                                                       | 56    |       |
| 11. November | Paula Maria Canthal                  | deutsche Architektin und Künstlerin                                                                   | 80    |       |
| 11. November | Karl-Horst Lessing                   | deutscher Brigadegeneral und Nachrichtendienstler                                                     | 62    |       |
| 11. November | John King                            | US-amerikanischer Sänger und Schauspieler                                                             | 78    |       |
| 11. November | Guy Kurt Lachmann                    | jüdischer deutsch-französischer Widerstandskämpfer gegen den Nationalsozialismus                      | 80    |       |
| 11. November | Channing E. Phillips                 | US-amerikanischer Geistlicher, Bürgerrechtsführer und sozialer Aktivist                               | 59    |       |
| 11. November | Gottfried Schmiedel                  | deutscher Musikschriftsteller und Musikkritiker, Konzertmoderator und Buchautor                       | 67    |       |
| 12. November | Waleri Alexandrowitsch Belikow       | sowjetischer Armeegeneral                                                                             | 62    |       |
| 12. November | Maria Felchlin                       | Schweizerin, erste praktizierende Ärztin des Kantons Solothurn, Vorkämpferin für das Frauenstimmrecht | 88    |       |
| 12. November | Roger Lewis                          | US-amerikanischer Manager                                                                             | 75    |       |
| 12. November | Josef Ochs                           | deutscher Kriminalbeamter und SS-Obersturmführer                                                      | 82    |       |
| 12. November | Lasgush Poradeci                     | albanischer Dichter                                                                                   | 87    |       |
| 12. November | John E. Sheridan                     | US-amerikanischer Politiker                                                                           | 85    |       |
| 12. November | Cornelis Vreeswijk                   | niederländisch-schwedischer Troubadour, Komponist und Dichter                                         | 50    |       |
| 13. November | Willi Czajka                         | deutscher Geograph und Hochschullehrer                                                                | 89    |       |
| 13. November | Otto Ditscher                        | deutscher Maler                                                                                       | 84    |       |
| 13. November | Julius Gábriš                        | slowakischer Theologe und Bischof – Apostolischer Administrator in Trnava                             | 73    |       |
| 13. November | Hans Huber                           | Schweizer Rechtswissenschaftler und Bundesrichter                                                     | 86    |       |
| 13. November | Carl Knott                           | deutscher Ingenieur und Siemens-Manager                                                               | 95    |       |
| 13. November | Galliano Rossini                     | italienischer Sportschütze                                                                            | 60    |       |
| 13. November | Harold Vick                          | US-amerikanischer Jazzmusiker                                                                         | 51    |       |
| 14. November | Fritz Bopp                           | deutscher Physiker                                                                                    | 77    |       |
| 14. November | Siegfried Gericke                    | deutscher Agrikulturchemiker                                                                          | 86    |       |
| 14. November | Petras Griškevičius                  | sowjetischer Politiker Sowjetlitauens                                                                 | 63    |       |
| 14. November | Pieter Menten                        | niederländischer Kaufmann, Kunsthändler und Kriegsverbrecher                                          | 88    |       |
| 14. November | Hermann Reissinger                   | deutscher Textilkaufmann und Senator (Bayern)                                                         | 74    |       |
| 14. November | Friederike Seidl                     | österreichische Politikerin (SPÖ), Stadträtin in Wien                                                 | 51    |       |
| 14. November | Otto Voos                            | deutscher Politiker (CDU) und Oberbürgermeister                                                       | 75    |       |
| 14. November | Pan Walther                          | deutscher Fotograf                                                                                    | 66    |       |
| 15. November | Ernő Goldfinger                      | britisch-ungarischer Architekt                                                                        | 85    |       |
| 15. November | Kyösti Lehtonen                      | finnischer Ringer                                                                                     | 56    |       |
| 15. November | Pierre Liotard-Vogt                  | französischer Manager, CEO und Präsident des Verwaltungsrates bei Nestlé                              | 77    |       |
| 15. November | Heinz Stacke                         | deutscher Senator (Bayern)                                                                            | 62    |       |
| 16. November | Gisela von Busse                     | deutsche Bibliothekarin und Autorin                                                                   | 88    |       |
| 17. November | Mozaffar Baqai                       | iranischer Politiker                                                                                  | 75    |       |
| 17. November | Gladys Carson                        | britische Schwimmerin                                                                                 | 84    |       |
| 17. November | Herbert Holtzhauer                   | deutscher Betriebswirt, Verleger und Politiker (SPD), MdL                                             | 81    |       |
| 17. November | Kurt Lindner                         | deutscher Unternehmer, Jagdkundler und Sachbuchautor                                                  | 80    |       |
| 18. November | Jacques Anquetil                     | französischer Radrennfahrer                                                                           | 53    |       |
| 18. November | Franz Xaver Frey                     | deutscher Jurist und Kommunalpolitiker (CSU)                                                          | 59    |       |
| 18. November | Hubert Patch                         | britischer Offizier der Luftstreitkräfte des Vereinigten Königreichs                                  | 82    |       |
| 18. November | Bernhard von Plettenberg             | deutscher Bildhauer                                                                                   | 84    |       |
| 18. November | Marian Tumler                        | österreichischer Ordensgeistlicher, Hochmeister des Deutschen Ordens                                  | 100   |       |
| 18. November | Hans Winkler                         | deutscher Widerstandskämpfer gegen den Nationalsozialismus                                            | 81    |       |
| 18. November | Wolf von Wrangel                     | deutscher Verwaltungsjurist, Landrat in Mohrungen, Oberkreisdirektor in Hann. Münden                  | 90    |       |
| 19. November | John Rupert Colville                 | britischer Privatsekretär                                                                             | 72    |       |
| 19. November | Wilhelm Käber                        | deutscher Politiker (SPD), MdL und Landesminister                                                     | 90    |       |
| 19. November | Lee Byung-chull                      | südkoreanischer Unternehmer                                                                           | 77    |       |
| 19. November | Gertrud Neuhof                       | deutsche Widerstandskämpferin                                                                         | 86    |       |
| 19. November | Clara Petrella                       | italienische Sopranistin                                                                              | 73    |       |
| 19. November | Felix Pollak                         | austroamerikanischer Schriftsteller, Übersetzer und Bibliothekar                                      | 78    |       |
| 20. November | Kurt-Fritz von Graevenitz            | deutscher Diplomat                                                                                    | 89    |       |
| 20. November | Emmy Haesele                         | österreichische Malerin                                                                               | 93    |       |
| 20. November | Fernand Letessier                    | französischer Romanist und Herausgeber                                                                | 73    |       |
| 20. November | Philipp Seibert                      | deutscher Gewerkschafter und Politiker (SPD), MdB                                                     | 72    |       |
| 20. November | Ivone Silva                          | portugiesische Schauspielerin                                                                         | 52    |       |
| 20. November | Anthony Waters                       | australischer Hockeyspieler                                                                           | 59    |       |
| 21. November | James Folsom senior                  | US-amerikanischer Politiker                                                                           | 79    |       |
| 21. November | Ivan Jandl                           | tschechischer Schauspieler                                                                            | 50    |       |
| 21. November | Dixie Boy Jordan                     | US-amerikanischer Country-Musiker                                                                     | 81    |       |
| 21. November | Uwe Dietrich Adam                    | deutscher Historiker                                                                                  | 47    |       |
| 22. November | Helmut Aris                          | deutscher Kaufmann, Präsident des Verbandes der Jüdischen Gemeinden der DDR                           | 79    |       |
| 22. November | W. Haydon Burns                      | US-amerikanischer Politiker                                                                           | 75    |       |
| 22. November | Josef Czerwenka                      | österreichischer Politiker (SPÖ); Bundesrat                                                           | 69    |       |
| 22. November | Plácido Domingo Ferrer               | spanischer Zarzuelasänger                                                                             | 80    |       |
| 22. November | Luise Jörissen                       | deutsche Sozialarbeiterin                                                                             | 90    |       |
| 22. November | Luke „Long Gone“ Miles               | US-amerikanischer Bluessänger und Songwriter                                                          | 62    |       |
| 22. November | Raymond D. Mindlin                   | US-amerikanischer Ingenieurwissenschaftler                                                            | 81    |       |
| 22. November | Heinz Nöbert                         | deutscher Altphilologe und Pädagoge                                                                   | 69    |       |
| 22. November | Gerd Offenberg                       | deutscher Architekt und Baubeamter                                                                    | 90    |       |
| 22. November | Ernst Wermke                         | deutscher Bibliothekar und Bibliograph                                                                | 94    |       |
| 23. November | Joseph Beer                          | österreichisch-ungarischer Operettenkomponist                                                         | 79    |       |
| 23. November | Alex Diggelmann                      | Schweizer Künstler                                                                                    | 85    |       |
| 23. November | Philippe Erlanger                    | französischer Journalist, Historiker und Staatsbeamter, Mitbegründer der Filmfestspiele Cannes        | 84    |       |
| 23. November | Ottfried Graf von Finckenstein       | deutsch-kanadischer Schriftsteller und Übersetzer                                                     | 86    |       |
| 23. November | Gotbert Moro                         | österreichischer Historiker                                                                           | 85    |       |
| 23. November | Wilhelm Rieth                        | deutscher Kaufmann                                                                                    | 90    |       |
| 23. November | Antonio Sastre                       | argentinischer Fußballspieler                                                                         | 76    |       |
| 23. November | Sekido Tsutomu                       | japanischer Skisportler, Skisporttrainer und -funktionär                                              | 72    |       |
| 24. November | Hilde Broër                          | deutsche Bildhauerin und Medailleurin                                                                 | 83    |       |
| 24. November | Gunnar Heckscher                     | schwedischer Politikwissenschaftler, Reichstagsmitglied, Vorsitzender der Högerpartiet, Botschafter   | 78    |       |
| 24. November | Rudolf Maerker                       | deutscher Journalist, Spion des Staatssicherheitsdienstes der DDR                                     | 60    |       |
| 24. November | Walter Noll                          | deutscher Chemiker und Mineraloge                                                                     | 80    |       |
| 24. November | John Norton                          | US-amerikanischer Wasserballspieler                                                                   | 87    |       |
| 24. November | Mirjam Prager                        | österreichische Benediktinerin und Autorin                                                            | 80    |       |
| 24. November | Hans Schubert                        | deutscher Mathematiker                                                                                | 79    |       |
| 25. November | Hermann Ferdinand Arning             | deutscher Jurist und Politiker (FDP)                                                                  | 76    |       |
| 25. November | Gerhard Brandt                       | deutscher Soziologe                                                                                   | 58    |       |
| 25. November | Wolfgang Fischer                     | deutscher Leichtathlet                                                                                | 59    |       |
| 25. November | Renzo Marignano                      | italienischer Schauspieler                                                                            | 64    |       |
| 25. November | Anton Franciscus Pieck               | niederländischer Maler, Zeichner und Grafiker                                                         | 92    |       |
| 25. November | Werner Stoll                         | deutscher Politiker (NSDAP)                                                                           | 85    |       |
| 25. November | Harold Washington                    | US-amerikanischer Politiker                                                                           | 65    |       |
| 26. November | Joy Paul Guilford                    | US-amerikanischer Persönlichkeits- und Intelligenzforscher                                            | 90    |       |
| 26. November | Peter Hujar                          | US-amerikanischer Fotograf                                                                            | 53    |       |
| 26. November | Ove Joensen                          | färöischer Abenteurer und Ruderer                                                                     | 38    |       |
| 26. November | Morton Lowry                         | britischer Schauspieler                                                                               | 73    |       |
| 26. November | Willibald Pschyrembel                | deutscher Arzt                                                                                        | 86    |       |
| 26. November | Duncan Sandys                        | britischer Politiker und Minister                                                                     | 79    |       |
| 26. November | Raymond Westerling                   | niederländischer Kommandant in Indonesien                                                             | 68    |       |
| 27. November | Charline Arthur                      | US-amerikanische Rockabilly-Musikerin                                                                 | 58    |       |
| 27. November | Adolf Färber                         | deutscher Politiker (SED)                                                                             | 75    |       |
| 27. November | John Muafangejo                      | namibischer Künstler                                                                                  | 44    |       |
| 27. November | Johannes Oberhof                     | deutscher evangelischer Geistlicher und Politiker                                                     | 82    |       |
| 27. November | Julius Rehborn                       | deutscher Wasserspringer                                                                              | 87    |       |
| 27. November | Wilhelm Schwartz                     | deutscher Botaniker und Mikrobiologe                                                                  | 91    |       |
| 28. November | Paul Arma                            | französischer Komponist, Musikethnologe und Pianist                                                   | 82    |       |
| 28. November | Hans Heinrich Brunner                | Schweizer reformierter Theologe                                                                       | 69    |       |
| 28. November | Walter Dötsch                        | deutscher Maler                                                                                       | 78    |       |
| 28. November | Choh Hao Li                          | chinesisch-US-amerikanischer Biochemiker                                                              | 74    |       |
| 28. November | Wolfgang Liebeneiner                 | deutscher Schauspieler und Regisseur                                                                  | 82    |       |
| 28. November | Karl Mayrhofer                       | österreichischer Rechner und Astronom                                                                 | 79    |       |
| 28. November | Alfons Paulus                        | deutscher Arzt und Politiker der SVP                                                                  | 68    |       |
| 28. November | Gerhard Theissing                    | deutscher HNO-Arzt, Hochschullehrer und Autor                                                         | 84    |       |
| 28. November | Wolf Weitbrecht                      | deutscher Science-Fiction-Schriftsteller                                                              | 67    |       |
| 28. November | Víctor Yturbe                        | mexikanischer Sänger                                                                                  | 61    |       |
| 29. November | Reinhard Förster                     | deutscher Geologe und Paläontologe                                                                    | 52    |       |
| 29. November | Loni Franz                           | deutsche Jugendpflegerin und Heimleiterin am Kalmenhof in Idstein                                     | 82    |       |
| 29. November | Armin Gutowski                       | deutscher Volkswirt                                                                                   | 57    |       |
| 29. November | Marianne Hamm                        | deutsche Sozialarbeiterin                                                                             | 85    |       |
| 29. November | Erich Hofstetter                     | österreichischer Gewerkschafter und Politiker (SPÖ), Abgeordneter zum Nationalrat                     | 75    |       |
| 29. November | Abraham Kazen                        | US-amerikanischer Politiker                                                                           | 68    |       |
| 29. November | Kim Sung-il                          | nordkoreanischer Agent                                                                                | 70    |       |
| 29. November | Herbert Langemann                    | deutscher Schauspieler                                                                                | 37    |       |
| 29. November | Mikalojus Lukinas                    | litauischer Forstwissenschaftler und Pädagoge                                                         |       |       |
| 29. November | John Howard Pyle                     | US-amerikanischer Politiker                                                                           | 81    |       |
| 29. November | Agapito Rey                          | US-amerikanischer Romanist und Hispanist spanischer Herkunft                                          | 95    |       |
| 29. November | Karl Rothammel                       | deutscher Sachbuchautor und Funkamateur                                                               | 72    |       |
| 30. November | Götz Bickelhaupt                     | deutscher evangelisch-lutherischer Pfarrer                                                            | 59    |       |
| 30. November | Simon Carmiggelt                     | niederländischer Schriftsteller und Journalist                                                        | 74    |       |
| 30. November | Helmut Horten                        | deutscher Unternehmer                                                                                 | 78    |       |
| 30. November | Karl Keller                          | deutscher Arzt und Mundartautor                                                                       | 73    |       |
| 30. November | James F. Mead                        | US-amerikanischer Biochemiker und Ernährungswissenschaftler                                           | 71    |       |
| 30. November | Hanni Rehborn                        | deutsche Wasserspringerin                                                                             | 80    |       |
| 30. November | Roar Skovmand                        | dänischer Historiker, Journalist, Verwaltungsbeamter und Hochschullehrer                              | 79    |       |
| 30. November | Eduard Söring                        | deutscher Wirtschaftsmanager                                                                          | 84    |       |
| 30. November | Josef Vrana                          | tschechischer Geistlicher, Administrator von Olmütz                                                   | 82    |       |
| November     | Leo Thompson                         | englischer Tischtennisspieler                                                                         | 79    |       |

## Dezember
| Tag          | Name                            | Beruf, bekannt als                                                                                   | Alter | Beleg |
| ------------ | ------------------------------- | --- | ----- | ----- |
| 1. Dezember  | James Baldwin                   | US-amerikanischer Schriftsteller                                                                     | 63    |       |
| 1. Dezember  | Primo Bergomi                   | italienischer Bahnradsportler                                                                        | 70    |       |
| 1. Dezember  | Vatche Hovsepian                | armenischer Dudukspieler                                                                             | 62    |       |
| 1. Dezember  | Punch Imlach                    | kanadischer Eishockeytrainer und General Manager                                                     | 69    |       |
| 1. Dezember  | John Nilsson                    | schwedischer Fußballspieler                                                                          | 79    |       |
| 1. Dezember  | Fritz Roth                      | deutscher Genealoge                                                                                  | 82    |       |
| 1. Dezember  | Franz Ryba                      | deutscher Politiker (CDU), MdL                                                                       | 77    |       |
| 1. Dezember  | Anton Thien                     | deutscher Politiker (CDU), MdL                                                                       | 87    |       |
| 1. Dezember  | Alessandro Vallebona            | italienischer Radiologe                                                                              | 88    |       |
| 2. Dezember  | Donn Eisele                     | US-amerikanischer Astronaut                                                                          | 57    |       |
| 2. Dezember  | Paul Fiedler                    | deutscher Gewerkschafter (FDGB)                                                                      | 87    |       |
| 2. Dezember  | Robert Filliou                  | französischer Künstler                                                                               | 61    |       |
| 2. Dezember  | Felix Michael Haurowitz         | tschechisch-US-amerikanischer Biochemiker                                                            | 91    |       |
| 2. Dezember  | Luis Federico Leloir            | argentinischer Biochemiker und Nobelpreisträger für Chemie                                           | 81    |       |
| 2. Dezember  | Juan Alberto Melgar Castro      | honduranischer General und Präsident von Honduras                                                    | 57    |       |
| 2. Dezember  | Jakow Borissowitsch Seldowitsch | sowjetischer Physiker                                                                                | 73    |       |
| 2. Dezember  | Myrta Silva                     | puerto-ricanische Sängerin, Schauspielerin und Komponistin                                           | 60    |       |
| 2. Dezember  | Ernst Steinhoff                 | deutsch-amerikanischer Ingenieur                                                                     | 79    |       |
| 3. Dezember  | Christine Busta                 | österreichische Lyrikerin                                                                            | 72    |       |
| 3. Dezember  | Béatrice Haldas                 | Schweizer Opernsängerin (Sopran)                                                                     | 43    |       |
| 3. Dezember  | Robert Haskell                  | US-amerikanischer Politiker, Gouverneur von Maine                                                    | 84    |       |
| 3. Dezember  | Eva van Hoboken                 | deutsche Schriftstellerin                                                                            | 82    |       |
| 3. Dezember  | Max Kleineberg                  | deutscher Diplomat                                                                                   | 81    |       |
| 3. Dezember  | Kurt Levy                       | deutscher Zeichner, Lithograph und Illustrator                                                       | 76    |       |
| 3. Dezember  | Benita Luckmann                 | US-amerikanische Soziologin lettischer Herkunft                                                      | 61    |       |
| 3. Dezember  | Pierre Mollaret                 | französischer Neurologe und Infektiologe                                                             | 89    |       |
| 3. Dezember  | Jewgeni Iwanowitsch Tolstikow   | sowjetischer Polarforscher                                                                           | 74    |       |
| 4. Dezember  | William Henry Burt              | US-amerikanischer Zoologe                                                                            | 84    |       |
| 4. Dezember  | Pericle Fazzini                 | italienischer Bildhauer                                                                              | 74    |       |
| 4. Dezember  | Willi Krause                    | deutscher Politiker (SPD) und Gewerkschafter                                                         | 84    |       |
| 4. Dezember  | Meinrad von Lauchert            | deutscher Generalmajor der Wehrmacht                                                                 | 82    |       |
| 4. Dezember  | Arnold Lobel                    | US-amerikanischer Kinderbuchautor und Illustrator                                                    | 54    |       |
| 4. Dezember  | Rouben Mamoulian                | US-amerikanischer Film- und Theaterregisseur                                                         | 90    |       |
| 4. Dezember  | Rudolf Mentzel                  | deutscher Chemiker und Wissenschaftsfunktionär                                                       | 87    |       |
| 4. Dezember  | Constantin Noica                | rumänischer Philosoph und Publizist                                                                  | 78    |       |
| 4. Dezember  | Walter Scheidemandel            | deutscher Maler                                                                                      | 93    |       |
| 4. Dezember  | Kurt Wöss                       | österreichischer Dirigent                                                                            | 73    |       |
| 5. Dezember  | Johannes Arnold                 | deutscher Schriftsteller                                                                             | 59    |       |
| 5. Dezember  | Leonid Dimov                    | rumänischer Poet und Übersetzer                                                                      | 61    |       |
| 5. Dezember  | Nerin E. Gun                    | türkisch-US-amerikanischer Journalist                                                                | 67    |       |
| 5. Dezember  | Ludwig Hannakam                 | deutscher Elektrotechniker                                                                           | 64    |       |
| 5. Dezember  | Matthias Hansen                 | deutscher Tabakfabrikant und Hauptvorsitzender der deutschen Minderheit in Dänemark                  | 95    |       |
| 5. Dezember  | Fats Heard                      | US-amerikanischer Jazz-Schlagzeuger                                                                  | 64    |       |
| 5. Dezember  | Ernst Leimböck                  | österreichischer Kaufmann und Politiker (ÖVP), Abgeordneter zum Nationalrat                          | 56    |       |
| 5. Dezember  | Molly O’Day                     | US-amerikanische Countrysängerin                                                                     | 64    |       |
| 5. Dezember  | Eugene Siler                    | US-amerikanischer Politiker                                                                          | 87    |       |
| 5. Dezember  | Klaus Wessel                    | deutscher Christlicher Archäologe und Kunsthistoriker                                                | 71    |       |
| 5. Dezember  | Horst Zankl                     | österreichischer Theaterregisseur und Theaterleiter                                                  | 43    |       |
| 5. Dezember  | Mian Ziaud Din                  | pakistanischer Diplomat                                                                              | 86    |       |
| 6. Dezember  | Henning von Boehmer             | deutscher Rechtsanwalt und Unternehmer                                                               | 84    |       |
| 6. Dezember  | James Dobson                    | US-amerikanischer Schauspieler                                                                       | 67    |       |
| 6. Dezember  | Emil Frei                       | Schweizer Nationalrat (SP)                                                                           | 90    |       |
| 6. Dezember  | Maria Koller-Feuchtinger        | österreichische Lehrerin und Politikerin (SPÖ)                                                       | 90    |       |
| 6. Dezember  | Peter Lorenz                    | deutscher Politiker (CDU), MdA                                                                       | 64    |       |
| 6. Dezember  | Hans-Helmut Peters              | deutscher evangelisch-lutherischer Theologe und Landessuperintendent                                 | 79    |       |
| 6. Dezember  | Ferdinand Rauter                | österreichischer Pianist, Dirigent und Pädagoge                                                      | 85    |       |
| 6. Dezember  | Frieda Rüdin-Meili              | Bäuerin                                                                                              | 86    |       |
| 6. Dezember  | Walt Stickel                    | US-amerikanischer American-Football-Spieler                                                          | 65    |       |
| 7. Dezember  | Albert Larres                   | deutscher Maler                                                                                      | 86    |       |
| 7. Dezember  | Hermann Meinert                 | deutscher Archivar und Historiker                                                                    | 93    |       |
| 7. Dezember  | Jane Mouton                     | US-amerikanische Wirtschaftswissenschaftlerin                                                        | 57    |       |
| 7. Dezember  | Rafael Cardona Salazar          | kolumbianisches Mitglied des Medellin-Kartells in den USA                                            |       |       |
| 8. Dezember  | Annelies Kupper                 | deutsche Opernsängerin                                                                               | 81    |       |
| 8. Dezember  | Samuel Stähli                   | Schweizer Bauingenieur                                                                               | 46    |       |
| 8. Dezember  | Philippe Tesnière               | französischer Radsportler                                                                            | 32    |       |
| 8. Dezember  | Ulfert Wilke                    | deutschstämmiger Maler und Kalligraf                                                                 | 80    |       |
| 9. Dezember  | János Bédl                      | ungarischer Fußballtrainer                                                                           | 58    |       |
| 9. Dezember  | Friedrich Bischoff              | deutscher neuapostolischer Geistlicher                                                               | 78    |       |
| 9. Dezember  | Walter Brudi                    | deutscher Maler und Buchgrafiker                                                                     | 80    |       |
| 9. Dezember  | Ernst August von Hannover       | deutscher Adeliger, Familienoberhaupt der Welfen                                                     | 73    |       |
| 9. Dezember  | Diana Forbes-Robertson          | britische Autorin                                                                                    | 71    |       |
| 9. Dezember  | Oswald Hauser                   | deutscher Philologe und Historiker                                                                   | 77    |       |
| 9. Dezember  | Alfons Spielhoff                | deutscher Politiker (SPD); Dortmunder Kulturdezernent                                                | 75    |       |
| 9. Dezember  | Anton Wimmersberger             | österreichischer Politiker (ÖVP), Abgeordneter zum Nationalrat                                       | 57    |       |
| 9. Dezember  | Hubert Wingelbauer              | österreichischer Generaltruppeninspektor des österreichischen Bundesheeres                           | 72    |       |
| 10. Dezember | Giovanni Arpino                 | italienischer Autor und Journalist                                                                   | 60    |       |
| 10. Dezember | Jascha Heifetz                  | US-amerikanischer Violinist                                                                          | 86    |       |
| 10. Dezember | Adam Kaiser                     | deutscher Kommunalpolitiker (CSU)                                                                    | 87    |       |
| 10. Dezember | Don Orlando                     | italienisch- bzw. US-amerikanischer Schauspieler                                                     | 75    |       |
| 10. Dezember | Denis Sanders                   | US-amerikanischer Filmregisseur, Filmproduzent und Drehbuchautor                                     | 58    |       |
| 10. Dezember | Mıgırdıç Şellefyan              | türkischer Geschäftsmann und Politiker armenischer Herkunft                                          |       |       |
| 10. Dezember | Kamen Sidarow                   | bulgarischer Schriftsteller                                                                          | 85    |       |
| 10. Dezember | Slam Stewart                    | US-amerikanischer Jazz-Bassist                                                                       | 73    |       |
| 10. Dezember | Boris Alexandrowitsch Tschagin  | russischer Philosoph und Historiker                                                                  | 88    |       |
| 11. Dezember | George Harold Brown             | US-amerikanischer Elektrotechniker                                                                   | 79    |       |
| 11. Dezember | Wolfram Handel                  | deutscher Schauspieler                                                                               | 58    |       |
| 11. Dezember | Georg Heimann-Trosien           | deutscher Bundesrichter                                                                              | 87    |       |
| 11. Dezember | Emil Mazuw                      | deutscher Politiker (NSDAP), SS-Obergruppenführer, MdR                                               | 87    |       |
| 11. Dezember | William Thornton Mustard        | kanadischer Arzt und Herzchirurg                                                                     | 73    |       |
| 11. Dezember | Adile Naşit                     | türkische Schauspielerin                                                                             | 57    |       |
| 11. Dezember | Lina Staab                      | deutsche Dichterin                                                                                   | 86    |       |
| 11. Dezember | Rosi Wolfstein                  | deutsche Politikerin                                                                                 | 99    |       |
| 12. Dezember | Bodil Gertrud Begtrup           | dänische Politikerin und Diplomatin                                                                  | 84    |       |
| 12. Dezember | Clifton Chenier                 | US-amerikanischer Blues-Musiker                                                                      | 62    |       |
| 12. Dezember | Jakow Jewsejewitsch Gegusin     | sowjetischer Physiker                                                                                | 69    |       |
| 12. Dezember | Enrique Jorrín                  | kubanischer Geiger, Komponist und Orchesterleiter                                                    | 60    |       |
| 12. Dezember | Peter Lawrence                  | australischer Anthropologe                                                                           | 66    |       |
| 12. Dezember | Franz Seinsche                  | deutscher katholischer Priester und Autor mehrerer Jugendbücher                                      | 83    |       |
| 12. Dezember | Bent Thalmay                    | dänischer Schauspieler und Hörspielsprecher                                                          | 52    |       |
| 12. Dezember | Carola Williams                 | deutsche Zirkusdirektorin                                                                            | 84    |       |
| 13. Dezember | Julien Darui                    | französischer Fußballtorhüter                                                                        | 71    |       |
| 13. Dezember | Harold Joseph Dimmerling        | US-amerikanischer Geistlicher, Bischof von Rapid City                                                | 73    |       |
| 13. Dezember | Stanisław Radkiewicz            | polnischer Politiker (PZPR) und Generalmajor, Minister                                               | 84    |       |
| 13. Dezember | Klaus Schädelin                 | Schweizer Pfarrer, Politiker und Schriftsteller                                                      | 69    |       |
| 13. Dezember | Else Schmitz-Gohr               | deutsche Komponistin, Pianistin, Hochschullehrerin                                                   | 86    |       |
| 13. Dezember | Elly Schreiter                  | deutsche Grafikerin, Malerin und Steindruckerin                                                      | 79    |       |
| 13. Dezember | Claude T. Smith                 | US-amerikanischer Komponist                                                                          | 55    |       |
| 13. Dezember | Herbert Tiede                   | deutscher Schauspieler                                                                               | 72    |       |
| 13. Dezember | George Wunder                   | US-amerikanischer Comiczeichner und -autor                                                           | 75    |       |
| 14. Dezember | Copi                            | argentinischer Comiczeichner, Dramatiker und Romanautor                                              | 48    |       |
| 14. Dezember | Ferdinand Hannemann             | deutscher Politiker (SPD)                                                                            | 82    |       |
| 14. Dezember | Siegfried Haß                   | deutscher Offizier, zuletzt Generalleutnant im Zweiten Weltkrieg                                     | 89    |       |
| 14. Dezember | Georg Knöpfle                   | deutscher Fußballspieler und Fußballtrainer                                                          | 83    |       |
| 14. Dezember | Johann Marxreiter               | deutscher Bauunternehmer, Kommunal- und Landespolitiker (CSU), MdL                                   | 57    |       |
| 14. Dezember | Eero Naapuri                    | finnischer Offizier und Skisportler                                                                  | 68    |       |
| 15. Dezember | Septima Poinsette Clark         | US-amerikanische Bürgerrechtlerin                                                                    | 89    |       |
| 15. Dezember | Hermann Hengsberger             | deutscher Richter am Bundesgerichtshof                                                               | 87    |       |
| 15. Dezember | Ivo Lapenna                     | jugoslawisch-britischer Jurist und Hochschullehrer                                                   | 78    |       |
| 15. Dezember | Ragnvald Martinsen              | norwegischer Radrennfahrer                                                                           | 81    |       |
| 15. Dezember | Bohumil Říha                    | tschechischer Romancier und Kinderbuchautor                                                          | 80    |       |
| 15. Dezember | Ferdinand Rossner               | deutscher Biologe                                                                                    | 87    |       |
| 15. Dezember | Yamada Hisanari                 | japanischer Beamter und Politiker                                                                    | 80    |       |
| 15. Dezember | Elisabeth Zaisser               | deutsche Politikerin, Ministerin für Volksbildung der DDR                                            | 89    |       |
| 15. Dezember | Alfred Zerbel                   | deutscher Offizier                                                                                   | 83    |       |
| 16. Dezember | Alfons Bērziņš                  | lettischer Eisschnellläufer                                                                          | 71    |       |
| 16. Dezember | Giglio Bisagno                  | italienischer Schwimmer                                                                              | 84    |       |
| 16. Dezember | Hans Höffner                    | deutscher Kommandeur im Bundesgrenzschutz und General der Bundeswehr                                 | 86    |       |
| 16. Dezember | Fritz Hohenberg                 | österreichischer Mathematiker                                                                        | 80    |       |
| 16. Dezember | Leo Hans Mally                  | deutscher Schriftsteller                                                                             | 86    |       |
| 16. Dezember | Albert P. Morano                | US-amerikanischer Politiker                                                                          | 79    |       |
| 16. Dezember | P. Ramamurti                    | indischer Freiheitskämpfer, marxistischer Gewerkschaftsführer und Parlamentarier                     | 79    |       |
| 16. Dezember | Monroe Minor Redden             | US-amerikanischer Politiker                                                                          | 86    |       |
| 16. Dezember | John Russell, 4. Earl Russell   | britischer Adliger und Mitglied des House of Lords                                                   | 66    |       |
| 16. Dezember | Armin Schulze                   | deutscher Maler und Grafiker                                                                         | 81    |       |
| 17. Dezember | Bernard Jan Alfrink             | niederländischer Geistlicher, Erzbischof von Utrecht                                                 | 87    |       |
| 17. Dezember | Irving Allen                    | US-amerikanischer Filmproduzent und Regisseur                                                        | 82    |       |
| 17. Dezember | Hans Diettrich                  | österreichischer Politiker (ÖVP), Landtagsabgeordneter                                               | 68    |       |
| 17. Dezember | Horst Käsler                    | deutscher Handballspieler und Professor für Sportdidaktik                                            | 61    |       |
| 17. Dezember | Bernd Ohnesorge                 | deutscher Tierpräparator und Agent                                                                   | 43    |       |
| 17. Dezember | Arkadi Isaakowitsch Raikin      | sowjetischer Schauspieler                                                                            | 76    |       |
| 17. Dezember | Josef Riepl                     | deutscher Bauunternehmer                                                                             | 89    |       |
| 17. Dezember | Lucien Sittler                  | französischer (elsässischer) Lehrer, Schriftsteller, Stadtarchivar und Redakteur                     | 82    |       |
| 17. Dezember | Wilhelm Sperber                 | deutscher Filmproduzent                                                                              | 79    |       |
| 17. Dezember | Marguerite Yourcenar            | belgisch-amerikanische Schriftstellerin                                                              | 84    |       |
| 18. Dezember | Placido Maria Cambiaghi         | italienischer römisch-katholischer Geistlicher und Bischof von Novara                                | 87    |       |
| 18. Dezember | Mangelos                        | kroatischer Künstler, Kurator und Kunstkritiker                                                      | 66    |       |
| 18. Dezember | Warne Marsh                     | US-amerikanischer Jazz-Saxophonist                                                                   | 60    |       |
| 18. Dezember | Conny Plank                     | deutscher Musikproduzent                                                                             | 47    |       |
| 19. Dezember | Franz Abelmann                  | deutscher Manager                                                                                    | 82    |       |
| 19. Dezember | Robert Adler                    | US-amerikanischer Schauspieler                                                                       | 81    |       |
| 19. Dezember | Ulrich Bentzien                 | deutscher Philologe, Volkskundler und Heimatforscher                                                 | 53    |       |
| 19. Dezember | Hermann Claasen                 | deutscher, Fotograf                                                                                  | 87    |       |
| 19. Dezember | André de la Varre               | US-amerikanischer Filmregisseur und Filmproduzent                                                    | 83    |       |
| 19. Dezember | Guðmundur Í. Guðmundsson        | isländischer Politiker und Diplomat                                                                  | 78    |       |
| 19. Dezember | Dorothea Marie Hollatz          | deutsche Schriftstellerin                                                                            | 87    |       |
| 19. Dezember | Valsø Holm                      | dänischer Schauspieler                                                                               | 80    |       |
| 19. Dezember | August Mälk                     | estnischer Schriftsteller                                                                            | 87    |       |
| 19. Dezember | Grete Schröder                  | österreichische Schriftstellerin                                                                     | 83    |       |
| 20. Dezember | Narelle Kellner                 | australische Schachspielerin                                                                         | 53    |       |
| 20. Dezember | Werner Lindenbein               | deutscher Agrikulturbotaniker, Saatgutforscher und Hochschullehrer                                   | 85    |       |
| 20. Dezember | Herbert Maack                   | deutscher Fußballspieler                                                                             | 78    |       |
| 21. Dezember | Eduardo Del Piano               | argentinischer Bandoneonist, Arrangeur und Bandleader                                                | 73    |       |
| 21. Dezember | Fred R. Feitshans junior        | US-amerikanischer Filmeditor                                                                         | 78    |       |
| 21. Dezember | Gustav Fremerey                 | deutscher Volkswirt                                                                                  | 85    |       |
| 21. Dezember | Ferdinand Glück                 | italienischer Skisportler, Bergsteiger und Bergführer                                                | 86    |       |
| 21. Dezember | Lorenz Hoffstätter              | deutscher Metallwarenfabrikant und Politiker (NSDAP), MdR                                            | 83    |       |
| 21. Dezember | Eugene Lukacs                   | US-amerikanischer Mathematiker ungarischer Herkunft                                                  | 81    |       |
| 21. Dezember | Ralph Nelson                    | US-amerikanischer Film- und Fernsehregisseur, Produzent, Drehbuchautor und Schauspieler              | 71    |       |
| 21. Dezember | Robert Paige                    | US-amerikanischer Schauspieler                                                                       | 77    |       |
| 21. Dezember | Paul Talman                     | Schweizer Abstrakter Maler, Bildhauer und Designer                                                   | 55    |       |
| 22. Dezember | Henry Cotton                    | englischer Profigolfer                                                                               | 80    |       |
| 22. Dezember | Nils Eklöf                      | schwedischer Leichtathlet                                                                            | 83    |       |
| 22. Dezember | Gustav Fröhlich                 | deutscher Schauspieler, Regisseur und Drehbuchautor                                                  | 85    |       |
| 22. Dezember | Marie Langer                    | argentinische Psychoanalytikerin                                                                     | 77    |       |
| 22. Dezember | Luca Prodan                     | italienisch-schottischer Musiker und Komponist                                                       | 34    |       |
| 22. Dezember | T. Ranganathan                  | indischer Mridangamspieler und Musikpädagoge                                                         | 62    |       |
| 22. Dezember | Mauritius Renninger             | deutscher Kristallograph und theoretischer Physiker                                                  | 82    |       |
| 22. Dezember | Alice Terry                     | US-amerikanische Schauspielerin der Stummfilmzeit                                                    | 88    |       |
| 23. Dezember | Peter Lehner                    | Schweizer Dichter                                                                                    | 65    |       |
| 24. Dezember | Hermann Hakel                   | österreichischer Lyriker, Erzähler und Übersetzer                                                    | 76    |       |
| 24. Dezember | Hermann Herdeg                  | deutscher Verwaltungsjurist und Landrat                                                              | 81    |       |
| 24. Dezember | Grete Kletke                    | deutsche Politikerin (FDP), MdL                                                                      | 95    |       |
| 24. Dezember | Eugen Kogon                     | deutscher Publizist, Soziologe und Politikwissenschaftler                                            | 84    |       |
| 24. Dezember | Fritz Kukuk                     | deutscher Autor und Lyriker                                                                          | 82    |       |
| 24. Dezember | Roland Peter Litzenburger       | deutscher Graphiker, Maler und Bildhauer                                                             | 70    |       |
| 24. Dezember | Josef Myrow                     | russlandstämmiger US-amerikanischer Filmkomponist                                                    | 77    |       |
| 24. Dezember | Bernhard Schlegel               | deutscher Internist                                                                                  | 74    |       |
| 24. Dezember | Sara Scuderi                    | italienische Opernsängerin (Sopran)                                                                  | 81    |       |
| 24. Dezember | Joop den Uyl                    | niederländischer Politiker (PvdA, Ministerpräsident 1973–1977)                                       | 68    |       |
| 24. Dezember | Fritz Wiedemann                 | deutscher Maler und Bildhauer                                                                        | 67    |       |
| 25. Dezember | Anthony J. Armentano            | US-amerikanischer Politiker                                                                          | 71    |       |
| 25. Dezember | Agustín Cuzzani                 | argentinischer Rechtsanwalt und Schriftsteller                                                       | 63    |       |
| 25. Dezember | Gottfried Diener                | deutscher Goetheforscher und Gymnasiallehrer                                                         | 80    |       |
| 25. Dezember | Dalia Grinkevičiūtė             | litauische Ärztin und Schriftstellerin                                                               | 60    |       |
| 25. Dezember | Harry Holm                      | dänischer Turner                                                                                     | 85    |       |
| 25. Dezember | Alfred Horeschowsky             | österreichischer Alpinist                                                                            | 92    |       |
| 25. Dezember | Wadim Genrichowitsch Knischnik  | russischer Physiker                                                                                  | 25    |       |
| 25. Dezember | Aldo Rendine                    | italienischer Schauspieler                                                                           | 70    |       |
| 25. Dezember | Werner Scheid                   | deutscher Neurologe und Psychiater                                                                   | 78    |       |
| 25. Dezember | Wolfgang Thauer                 | deutscher Bibliothekar, Bibliotheksrat, Büchereidirektor, Bibliothekshistoriker und Lehrbeauftragter | 76    |       |
| 25. Dezember | Victor Whitsey                  | anglikanischer Bischof                                                                               | 71    |       |
| 26. Dezember | Kurt Birrenbach                 | deutscher Politiker (CDU), MdB, MdEP                                                                 | 80    |       |
| 26. Dezember | Neil Colville                   | kanadischer Eishockeyspieler und -trainer                                                            | 73    |       |
| 26. Dezember | Fritz Schachermeyr              | österreichischer Althistoriker                                                                       | 92    |       |
| 26. Dezember | Otto Vossler                    | deutscher Neuzeithistoriker                                                                          | 85    |       |
| 27. Dezember | Rewi Alley                      | neuseeländisch-chinesischer Autor und Pädagoge                                                       | 90    |       |
| 27. Dezember | Harry Buckwitz                  | deutscher Regisseur, Schauspieler und Intendant                                                      | 83    |       |
| 27. Dezember | Friedrich Feld                  | österreichischer Schriftsteller                                                                      | 85    |       |
| 27. Dezember | Josef Grohé                     | deutscher Politiker (NSDAP), MdR, Gauleiter                                                          | 85    |       |
| 27. Dezember | Stephan Popel                   | polnisch-amerikanischer Schachmeister                                                                | 80    |       |
| 27. Dezember | Florencio Sanz Esparza          | spanischer Ordensgeistlicher                                                                         | 97    |       |
| 27. Dezember | Wilbur Schramm                  | US-amerikanischer Kommunikationswissenschaftler und Hochschullehrer                                  | 80    |       |
| 27. Dezember | Julián Ugarte                   | spanischer Schauspieler                                                                              | 58    |       |
| 27. Dezember | Irène Zurkinden                 | Schweizer Malerin                                                                                    | 78    |       |
| 28. Dezember | George I. Forsythe              | US-amerikanischer Offizier, Generalleutnant der US-Army                                              | 69    |       |
| 28. Dezember | Blas Aznar González             | spanischer Gerichtsmediziner                                                                         | 84    |       |
| 28. Dezember | Friedrich Hohrmann              | deutscher Rechtsanwalt und Politiker (WdF), MdBB                                                     | 75    |       |
| 28. Dezember | Karl Hummel                     | deutscher Pharmakologe und Botaniker                                                                 | 85    |       |
| 28. Dezember | John Hunt, Baron Hunt of Fawley | britischer Mediziner                                                                                 | 82    |       |
| 28. Dezember | Edward Kleban                   | US-amerikanischer Musical-Komponist und Texter                                                       | 48    |       |
| 28. Dezember | Charles Malik                   | libanesischer Politiker, Präsident der dreizehnten UN-Generalversammlung (1958)                      |       |       |
| 28. Dezember | Peter Scarlett                  | britischer Diplomat                                                                                  | 82    |       |
| 29. Dezember | William Warner Bishop, Jr.      | US-amerikanischer Jurist und Professor an der University of Michigan                                 | 81    |       |
| 29. Dezember | Brigitte Heinrich               | deutsche Journalistin, Politikerin (Bündnis 90/Die Grünen), MdEP                                     | 46    |       |
| 29. Dezember | Knud Aage Jacobsen              | dänischer Radrennfahrer                                                                              | 73    |       |
| 29. Dezember | Ishikawa Jun                    | japanischer Schriftsteller                                                                           | 88    |       |
| 29. Dezember | Wilbert Ellis Moore             | US-amerikanischer Soziologe                                                                          | 73    |       |
| 29. Dezember | M. G. Ramachandran              | indischer Filmschauspieler und Politiker                                                             | 70    |       |
| 29. Dezember | Jan Rybkowski                   | polnischer Theater- und Filmregisseur                                                                | 75    |       |
| 30. Dezember | Leslie Arliss                   | britischer Drehbuchautor und Filmregisseur                                                           | 86    |       |
| 30. Dezember | Bob Laine                       | US-amerikanischer Jazzmusiker schwedischen Ursprungs                                                 | 77    |       |
| 30. Dezember | Max Walter                      | deutscher Gewichtheber                                                                               | 82    |       |
| 30. Dezember | Helmut Hermann Wittler          | deutscher Geistlicher, römisch-katholischer Bischof von Osnabrück                                    | 74    |       |
| 31. Dezember | Georg Berresheim                | deutscher Fastnachter (Mainz)                                                                        | 64    |       |
| 31. Dezember | Josef von Fisenne               | deutscher Politiker (CDU), MdHB, Senator in Hamburg, Apothekerfunktionär                             | 85    |       |
| 31. Dezember | Randall Garrett                 | US-amerikanischer SF- und Fantasy-Schriftsteller                                                     | 60    |       |
| 31. Dezember | Henry Görtler                   | deutscher Mathematiker                                                                               | 78    |       |
| 31. Dezember | Adalbert Quadt                  | deutscher Gitarrist und Musikpädagoge                                                                | 84    |       |
| 31. Dezember | Josef Recla                     | österreichischer Sportwissenschaftler                                                                | 82    |       |
| 31. Dezember | Hansl Schmid                    | österreichischer Wienerliedsänger                                                                    | 90    |       |
| 31. Dezember | Wolfgang Zeidler                | deutscher Jurist und Politiker (SPD), Präsident des Bundesverfassungsgerichts (1983–1987)            | 63    |       |
| Dezember     | Gerd Albartus                   | deutscher Terrorist der Revolutionären Zellen                                                        |       |       |